# 21427 Ryanharrison
21427 Ryanharrison este un asteroid din centura principală de asteroizi.

## Descriere
21427 Ryanharrison este un asteroid din centura principală de asteroizi. A fost descoperit pe 31 martie 1998 la Socorro, New Mexico, în cadrul proiectului LINEAR. Asteroidul prezintă o orbită caracterizată de o semiaxă mare de 2,22 ua, o excentricitate de 0,18 și o înclinație de 4,1° în raport cu ecliptica.